# 川口浩 (政治家)
川口 浩（かわぐち ひろし、1955年2月13日 - ）は、日本の政治家、歯科医師。元衆議院議員（1期、民主党所属）。元茨城県議会議員（2期）。

## 来歴
茨城県取手市出身。板橋区立常盤台小学校、お茶の水女子大学附属中学校、日本大学第三高等学校卒業。1979年、東京歯科大学歯学部卒業。1980年に歯科医院を開設。
政歴
2002年12月8日の茨城県議会議員選挙に取手市選挙区から出馬し、初当選。2期目の途中だった2009年の第45回衆議院議員総選挙に比例北関東ブロックから民主党公認で名簿順位30位で出馬し初当選。
2011年2月17日、民主党政権交代に責任を持つ会に入会。2月28日の衆議院予算委員長・中井洽に対する解任決議の採決では民主党政権交代に責任を持つ会の他15人が欠席する中で唯一出席して反対票を投じ、2011年度予算案の採決では他15人と同じように欠席した。
2012年11月16日の衆議院解散と同時に離党届を提出したが、同年11月21日に党を除籍（除名）された。その後日本維新の会へ移籍。同年12月16日の第46回衆議院議員総選挙に東京13区から日本維新の会公認で出馬するも、落選。
2013年7月21日の第23回参議院議員通常選挙に、比例区から日本維新の会公認で出馬するも、落選。

## 不祥事
公職選挙法違反
2013年7月23日、川口の陣営の選挙運動員が公示前に川口への投票を呼びかけるビラの配布などを依頼買収した疑いで逮捕された。7月25日、選挙コンサルタント業者が、23日に逮捕された運動員に対しビラの配布を依頼し、報酬として計約200万円を渡した疑いで逮捕された。

## 政策
- 女性宮家に反対[8]。